# Гарфілд (персонаж)
Га́рфілд (англ. Garfield)  — популярний кіт, герой коміксів і мультфільльмів, вигаданий Джимом Девісом. У коміксі про Гарфілда також фігурують тупувате цуценя Оді, хазяїн Гарфілда і Оді Джон Арбакл, кошеня Нермал, якого Гарфілд завжди відправляє поштою до Абу-Дабі, сотні його колишніх дівчат, ваги, які вміють розмовляти а також миша Флойд, павук і кудлатий сусідський пес, які теж вміють розмовляти. Гарфілд був названий на честь дідуся Джима Девіса, Джеймса Гарфілда Девіса, який був названий на честь президента США — Джеймса Абрама Гарфілда.
Гарфілд обожнює нічого не робити і їсти лазанью, але по незрозумілій причині ненавидить родзинки. Варто також додати, що дні сну і абсолютної пасивності різко змінюються моментами божевілля, коли все, що стоїть на дорозі у Гарфілда, ризикує бути знищеним його кігтями.
Видавані з 1978 року комікси екранізувалися у вигляді мультиплікаційного серіалу «Гарфілд та його друзі» (1988—1995) і декількох окремих мультфільмів. У 2004 році вийшов художній фільм «Гарфілд». У 2006 році вийшов його сиквел «Гарфілд 2: Історія двох кішечок». У 2007 році з'явився фільм «Справжній Гарфілд». У 2008 році вийшов мультфільм (продовження «Справжнього Гарфілда») «Фестиваль Гарфілда». У 2009 році вийшов мультфільм «Космічний загін Гарфілда».

## Фільмографія Гарфілда
- А ось і Гарфілд/Here Comes Garfield (1982)
- Гарфілд йде до міста/Garfield on the Town (1983)
- Гарфілд у нерівності/Garfield in the Rough (1984)
- Маскування Гарфілда/Garfield in Disguise (1985)
- Гарфілд у Раю/Garfield in Paradise (1986)
- Гарфілд їде до Голлівуду/Garfield Goes Hollywood (1987)
- Різдвяний спецвипуск Гарфілда/Garfield Christmas Special (1987)
- Гарфілд: Його 9 життів/Garfield: His 9 Lives (1988)
- Гарфілд та його друзі/Garfield and Friends (1988—1994)
- Дівчата і кулі Гарфілда/Garfield's Babes and Bullets (1989)
- Подяка Гарфілда/Garfield's Thanksgiving (1989)
- Усі зірки мультиків поспішають на допомогу/Cartoon All-Stars to the Rescue (1990)
- Котячі мрії Гарфілда/Garfield's Feline Fantasies (1990)
- Гарфілд отримує життя/Garfield Gets a Life (1991)
- Гарфілд: Фільм / Garfield: The Movie (2004)
- Гарфілд 2: Історія двох кішечок / Garfield 2: A Tail of Two Kitties (2006)
- Справжній Гарфілд/Garfield Gets Real (2007)
- Фестиваль Гарфілда/Garfield's Fun Fest (2008)
- Шоу Гарфілда/The Garfield Show (2008)
- Космічний загін Гарфілда/Garfield's Pet Force (2009)
- Ґарфілд у кіно (2024)